# Деценија
Деценија е единадесетият албум на Цеца, издаден през 2001 година от Grand Production & City Records. Този албум излиза, след като Цеца се завръща отново на сцената, след трагедията, която сполетява семейството ѝ, а именно убийството на съпруга ѝ. Феновете на Цеца не губят надежда, че любимата им певица ще се завърне на голямата сцена. Символично албума се нарича „Децениjа“ (бълг. „Десетилетие“), в който са заложени тъгата и болката в песните. Песента „Драгане моj“, е песен, която е свързана с покойния съпруг на Цеца. Също така публиката чувства емоцията и в песните Деценија, Забрањени град, Задржаћу право, които носят символиката на трагедията на Ражнатович. Песента „39,2“ е първата от репертоара на певицата с техно ритми. Албумът съдържа 10 песни.

## Песни
1. Забрањени град
2. Брже брже
3. 39,2
4. Драгане мој
5. Задржаћу право
6. Брука
7. Батали
8. Деценија
9. Тачно је
10. Немој ми прићи

Текст на всички песни – Марина Туцакович и Лиля Йоргованович. Музика на песни 1,2,3,4,5,6,7,8,10 – Александър Милич - Мили, а на песен 9 – Фивос. Аранжимент на всички песни – А.Милич-Мили, Драган Иванович, Драган Ковачевич, Марко Миливойевич и Джордже Янкович. Беквокалисти – А.Милич-Мили, Александър Радулович-Фута, Драган Ковачевич и Ивана Косич

## Видео клипове
1. Забрањени град
2. 39,2
3. Драгане мој
4. Брука